# Siorapaluk
Siorapaluk – osada na północno-zachodnim wybrzeżu Grenlandii. Znajduje się w gminie Avannaata. W roku 2011 mieszkało w niej 56 osób. Jest to najdalej wysunięta na północ (77°47′N) zamieszkana miejscowość.